# Coryphopterus personatus
Coryphopterus personatus és una espècie de peix de la família dels gòbids i de l'ordre dels perciformes.

## Morfologia
Els mascles poden assolir els 4 cm de longitud total.

## Distribució geogràfica
Es troba des de Florida, Bermuda i les Bahames fins al nord de Sud-amèrica, incloent-hi les Petites Antilles.